# Ашибоков Руслан Султанович
Руслан Султанович Ашибоков (рос. Руслан Султанович Ашибоков; 22 липня 1949, Нальчик, КААРСР, РРФСР — 18 грудня 2021) — радянський футболіст, центральний захисник, майстер спорту (1973). Відомий своїми виступами за нальчикський «Спартак», у складі якого він провів понад 340 матчів, що є шостим показником за всю історію клубу.

## Клубна кар'єра
Вихованець групи підготовки при команді майстрів першої групи класу «А» СРСР «Спартак» з Нальчика. У 1966 і 1967 роках грав у півфіналах юнацької першості СРСР. Дебют Ашібокова в основній команді нальчан відбувся в 1967 році, а вже в наступному сезоні Руслан став одним з основних гравців колективу. За підсумками сезону 1971 року Руслан увійшов до складу 22-х кращих футболістів Росії, захищав честь збірної РРФСР в міжнародних матчах. За досягнуті успіхи в розвитку фізичної культури і спорту він був нагороджений почесною грамотою Президії Верховної Ради КБАССР. За сім сезонів у складі нальчан Ашибоков провів понад 200 матчів, після чого в 1974 році вирішив спробувати свої сили у вищій лізі країни. Але закріпитися в основному складі ні динамівців Києва, ні дніпропетровського «Дніпра» Руслану так і не вдалося, й після двох сезонів, він повернувся в рідний «Спартак», ставши за цей час чемпіоном країни у складі дубля київського «Динамо». Завершив кар'єру гравця в 1980 році в Нальчику. Він вважається одним з найкращих футболістів за всю історію команди. На рахунку Руслана понад 340 матчів у складі нальчан, що є шостим показником за всю історію клубу. У 2012 році він разом з іншими ветеранами футболу республіки був удостоєний нагороди «За розвиток футболу».

## Тренерська діяльність
У 1990 році Ашибоков допомагав Казбеку Тляругову тренувати баксанський «Еталон». Під їх керівництвом команда стала чемпіоном РРФСР серед аматорських клубів і домоглася права виступати в другій лізі союзної першості. По закінченню сезону Руслан покинув команду.

## Досягнення

### Командні
- Вища ліга чемпіонату СРСР (серед дублерів)
  -  Чемпіон (1): 1974

- Друга ліга чемпіонату СРСР (зональний турнір)
  -  Чемпіон (3): 1971, 1977, 1978

### Індивідуальні
- Нагороджений медаллю «За розвиток футболу»[3].
- Заслужений працівник фізичної культури і спорту Кабардино-Балкарії.

## Статистика виступів
| Команда             | Сезон             | Чемпіонат         | Чемпіонат | Чемпіонат | Кубок | Кубок | Інше  | Інше | Загалом | Загалом |
| Команда             | Сезон             | Рів.              | Матчі     | Голи      | Матчі | Голи  | Матчі | Голи | Матчі   | Голи    |
| ------------------- | ----------------- | ----------------- | --------- | --------- | ----- | ----- | ----- | ---- | ------- | ------- |
| «Спартак» (Нальчик) | 1967              | II                | 1         | 0         | 0     | 0     | 0     | 0    | 1       | 0       |
| «Спартак» (Нальчик) | 1968              | II                | 35        | 0         | 0*    | 0     | 0     | 0    | 35*     | 0       |
| «Спартак» (Нальчик) | 1969              | II                | 35        | 0         | 0*    | 0     | 0     | 0    | 35*     | 0       |
| «Спартак» (Нальчик) | 1970              | III               | 41        | 1         | 3     | 0     | 3     | 0    | 47      | 1       |
| «Спартак» (Нальчик) | 1971              | III               | 26*       | 0         | 0     | 0     | 3*    | 0    | 29*     | 0       |
| «Спартак» (Нальчик) | 1972              | II                | 38        | 2         | 4     | 0     | 0     | 0    | 42      | 2       |
| «Спартак» (Нальчик) | 1973              | II                | 33        | 0         | 4     | 0     | 0     | 0    | 37      | 0       |
| «Спартак» (Нальчик) | Загалом           | Загалом           | 209*      | 3         | 11*   | 0     | 6*    | 0    | 226*    | 3       |
| «Динамо» (Київ)     | 1974              | I                 | 1         | 0         | 0     | 0     | 0     | 0    | 1       | 0       |
| «Дніпро» (Дніпроп.) | 1975              | I                 | 3         | 0         | 0     | 0     | 0     | 0    | 3       | 0       |
| «Спартак» (Нальчик) | 1976              | II                | 35        | 2         | 1     | 0     | 0     | 0    | 36      | 2       |
| «Спартак» (Нальчик) | 1977              | III               | 40        | 1         | 0     | 0     | 1*    | 0    | 41*     | 1       |
| «Спартак» (Нальчик) | 1978              | III               | 10*       | 0         | 0     | 0     | 2     | 0    | 12*     | 0       |
| «Спартак» (Нальчик) | 1979              | II                | 1         | 0         | 3     | 0     | 0     | 0    | 4       | 0       |
| «Спартак» (Нальчик) | 1980              | II                | 31        | 0         | 5     | 0     | 0     | 0    | 36      | 0       |
| «Спартак» (Нальчик) | Загалом           | Загалом           | 117*      | 3         | 9     | 0     | 3*    | 0    | 129*    | 3       |
| Усього за кар'єру   | Усього за кар'єру | Усього за кар'єру | 330*      | 6         | 20*   | 0     | 9*    | 0    | 359*    | 6       |

Примітки: * — позначені графи, дані в яких, можливо, неповні в зв'язку з відсутністю протоколів другого кола першості 1971 і першості 1978 року, а також протоколів турніру за право виходу в першу лігу 1971 і 1977 років і кубка СРСР 1968 та 1969 років.
Джерела:
- Статистика виступів взята з книга: Морозов І.А. Історія Кабардино-Балкарської футболу. Частина 2 (1959—1991). — Астрахань, 2006. — 278 с..